# Eugène Evrard
Pour les articles homonymes, voir Evrard.
André Charles Eugène Evrard, né à Vincennes le 26 août 1896 et mort dans la même ville le 4 octobre 1964, est un décorateur ensemblier français.

## Biographie
Élève de l'école Germain-Pilon, il expose au Salon d'automne en 1928. Il est connu pour avoir réalisé l'auditorium de Radio-Paris. 